# Saser Kangri
El Saser Kangri o Sasir Kangri (Muntanya de la neu groga en ladakhi) és la muntanya més alta de les Saser Muztagh, la part més oriental de les serralades del Karakorum. El Saser Kangri se situa dins de l'estat de Jammu i Caixmir al nord de l'Índia.

## Massís del Saser Kangri
El massís de la muntanya consta de cinc pics principals:
| Saser Kangri I           | de 7.672m  | lloc 35, prominència 2.304 m 34° 52′ 00″ N, 77° 45′ 09″ E / 34.86667°N,77.75250°E |
| Saser Kangri II Orient   | de 7.518 m | lloc 49, prominència 1,450 m 34° 48′ 15″ N, 77° 48′ 18″ E / 34.80417°N,77.80500°E |
| Saser Kangri II Occident | de 7.500 m |                                                                                   |
| Saser Kangri III         | de 7.495 m | lloc 51, prominència 850 m 34° 50′ 44″ N, 77° 47′ 06″ E / 34.84556°N,77.78500°E   |
| Saser Kangri IV          | de 7.416 m |                                                                                   |

El massís es localitza cap a l'extrem nord-oest del Saser Muztagh, i a la capçalera de la Glacera Shukpa Kunchang Nord, una glacera important que drena els vessants orientals del grup. Les glaceres Sakang i Pukpoche en la capçalera del costat oest del grup, i drena cap al riu Nubra.

## Historial d'ascensos
Els primers intents d'exploració i escalada al Saser Kangri es van abordar pel costat occidental, des de la vall de Nubra, que és més baix, més poblat i, per tant, més fàcilment accessible que la part oriental, que està enfront de l'altiplà del Tibet. Les primeres exploracions europees van incloure una visita, en 1909, del famós explorador anglès Tom George Longstaff, juntament amb Arthur Neve i A. M. Slingsby. No obstant això, arribar a elles sense aconseguir pujar, després de més intents de diversos grups en el costat occidental durant el període 1922-70, va posar de manifest que la part occidental era sorprenentment difícil.
En 1973, finalment, va tenir èxit en la primera ascensió del pic una expedició dels membres de la Policia Fronterera Indus-Tibetana, per una ruta molt diferent. Es van apropar al cim des del sud-est, a través de la part superior de la Vall del Shyok i el nord de la glacera Shukpa Kunchan, un viatge llarg i difícil. Només en 1987 alguns alpinistes van aconseguir ascendir aquest pic des del costat occidental: un equip indo-britànic va pujar amb èxit al pic en conjunt amb la primera ascensió del Saser Kangri IV.
El Saser Kangri II Occident va ser escalat per primera vegada en 1984 per un equip indo-japonès, els qui en aquells dies creien que el pic era més alt que el Saser Kangri II Orient, i solament posteriorment es va determinar que el pic era més baix que el Saser Kangri II Occident. El Saser Kangri II Orient va ser escalat per primera vegada per Mark Richey, Steve Swenson i Freddier Wilkinson el 24 d'agost de 2011. Fins a aquest llavors, era la segona muntanya més alta sense haver estat escalada, després del Gangkhar Puensum.
El Saser Kangri III va ser escalat per primera vegada en 1986 per una expedició de la Policia Fronterera Indo-Tibetana, qui es van aproximar per l'orient. L'equip al cim estava format pels escaladors: Budhiman, Neema Dorjee, Sher Singh, Tajwer Singh, Phurba Sherpa i Chhewang Somanla.